# Comuna Pavlivske, Vilneansk
Pavlivske (în ucraineană Павлівське) este o comună în raionul Vilneansk, regiunea Zaporijjea, Ucraina, formată din satele Bileaiivka, Novoselivka, Novovasîlivka, Pavlivske (reședința), Podî, Rezedivka, Rozdollea, Spasivka, Vîșneve, Zadorojnie, Zelene și Znacikove.

## Demografie
Componența lingvistică a comunei Pavlivske
     Ucraineană (89,5%)
     Rusă (10,2%)
     Alte limbi (0,11%)
Conform recensământului din 2001, majoritatea populației comunei Pavlivske era vorbitoare de ucraineană (89,5%), existând în minoritate și vorbitori de rusă (10,2%).